# سبزی‌پلو
سبزی‌پلو یکی از انواع پلوها در آشپزی ایرانی است که با مرغ، گوشت یا ماهی سرو می‌شود. سبزی‌پلو با ماهی و کوکو سبزی از قدیم خوراک عید نوروز ایرانیان بوده‌است.

## مواد لازم برای تهیه سبزی‌پلو
| مواد لازم   | مقدار                                       |
| ----------- | ------------------------------------------- |
| برنج        | ۲ پیمانه                                    |
| عدس سبز     | ۱/۲ پیمانه                                  |
| سبزی خورشتی | چند دسته (به ذائقه گشنیز، جعفری، شوید، تره) |
| پیاز        | ۲ عدد                                       |
| روغن        | ۳ قاشق غذاخوری                              |
| زعفران      | نصف قاشق چایخوری                            |
| نمک و فلفل  | به مقدار لازم                               |

## روش پخت سبزی‌پلو

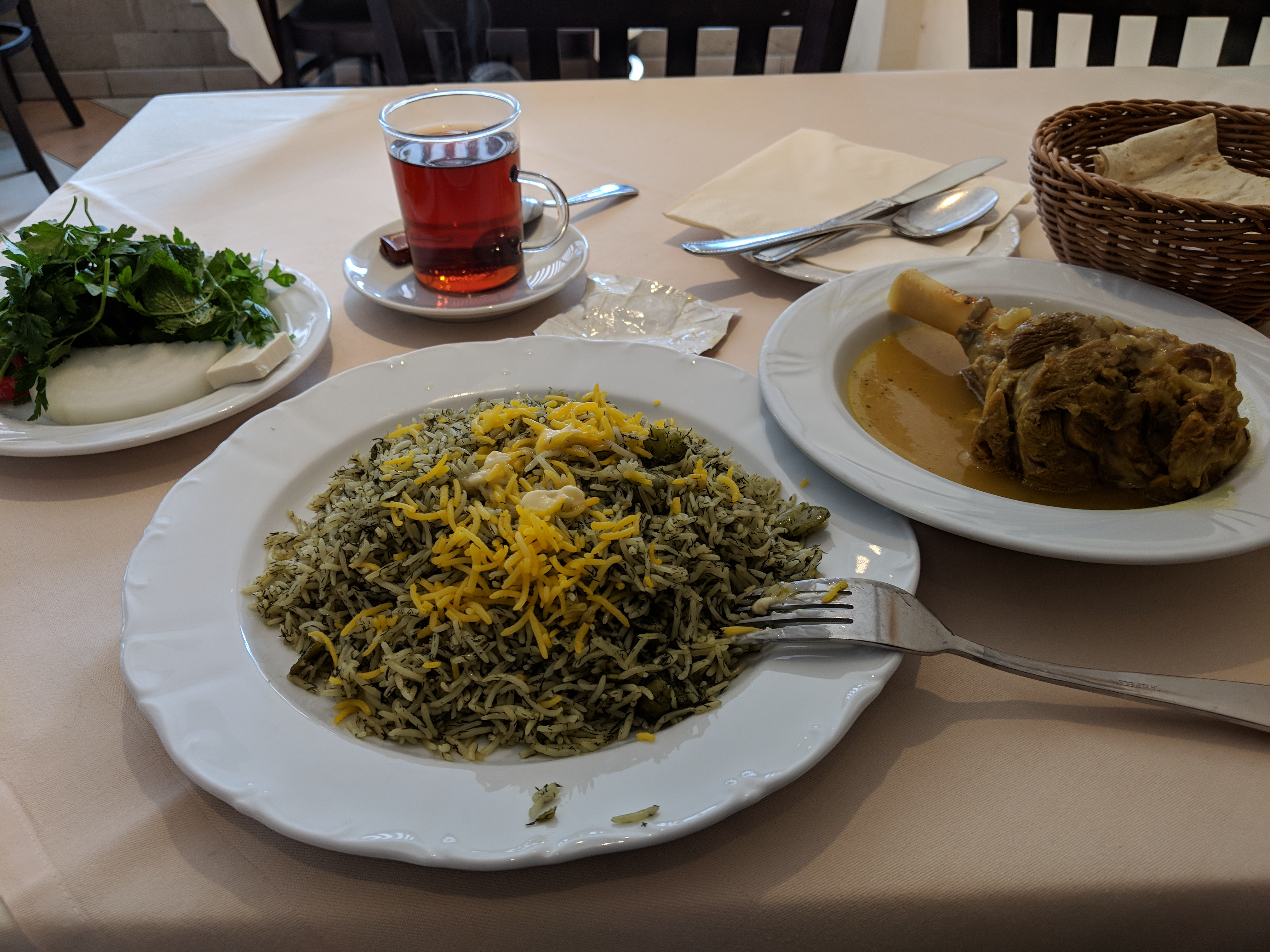
یک سبزی پلوی مجلسی در رستوران

سبزی این پلو شامل تره، جعفری، شوید و گشنیز به مقدار برابر و یک شاخه شنبلیله و یک بته سیر سبز است. ۳ لیتر آب را با نمک کافی به جوش می‌آورند و برنج را اضافه می‌کنند تا باز به جوش آید. پس از ۱۰ دقیقه همین قدر که مغز برنج سفت نبود سبزی را اضافه می‌کنند. سپس دیگ را در آب‌کش ریز خالی می‌کنند. کمی آب ولرم روی برنج می‌دهند و با تکان دادن آب‌کش، سبزی و پلو به صورت یک‌دست مخلوط می‌شوند. نیم پیمانه روغن در دیگ داغ می‌کنند. مخلوط برنج و سبزی را با کفگیر داخل دیگ می‌ریزند. سپس دیگ را روی شعله زیاد قرار می‌دهند و پس از آنکه دَم بالا داد شعله را کم می‌کنند و یک پیمانه آب روغن می‌دهند و دَم‌کنی می‌گذارند و روی شعله ملایم پس از نیم ساعت سبزی‌پلو با ته‌دیگ آماده است.
زعفران را در آب داغ حل می‌کنند و یک کفگیر پلو روی آن می‌ریزند و هم می‌زنند و دیس سبزی‌پلو را با این برنج زعفرانی تزیین می‌کنند.

## سبزی‌پلو سمنانی
در سبزی پلوی سمنانی علاوه بر سبزی از لوبیا چشم بلبلی برای پخت استفاده می‌شود. علاوه بر آن در فصل تابستان مخلوطی از گوجه و بادمجان سرخ شده نیز در کنار پلو سرو می‌شود.